# (211374) Anthonyrose
(211374) Anthonyrose est un astéroïde de la ceinture principale.

## Description
(211374) Anthonyrose est un astéroïde de la ceinture principale. Il fut découvert le 4 octobre 2002 à l'observatoire d'Apache Point par le programme Sloan Digital Sky Survey. Il présente une orbite caractérisée par un demi-grand axe de 2,63 UA, une excentricité de 0,13 et une inclinaison de 12,9° par rapport à l'écliptique.

## Compléments